# NASA Exoplanet Archive
Le NASA Exoplanet Archive est un catalogue astronomique et une base de données en ligne dédiés aux exoplanètes et leur étoile hôte. Lancé en décembre 2011 et basé au California Institute of Technology (Caltech), le site est exploité par le NExScI (en), lié au Infrared Processing and Analysis Center de la NASA. 
En janvier 2014, le site donne accès à des données concernant plus de 1 000 planètes extrasolaires.

## Contenu
Le site donne accès à du contenu tel des courbes de lumière, des images et des spectres. On y trouve également des outils permettant de représenter ces données, particulièrement celles provenant des missions Kepler et CoRoT. Le site donne également accès à des données provenant de divers relevés astronomiques et d'observations d'organismes tels SuperWASP, HATNet, XO (en), TrES et KELT.
Les objets décrits ont été détectés selon toutes les méthodes de détection des planètes extrasolaires dont les données sont publiques et dont la masse est au plus 30 fois celle de la planète Jupiter.